# Priorstaf

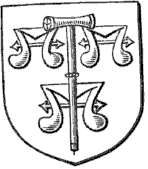
Het wapenschild van het klooster van Kyrkham met een priorstaf.

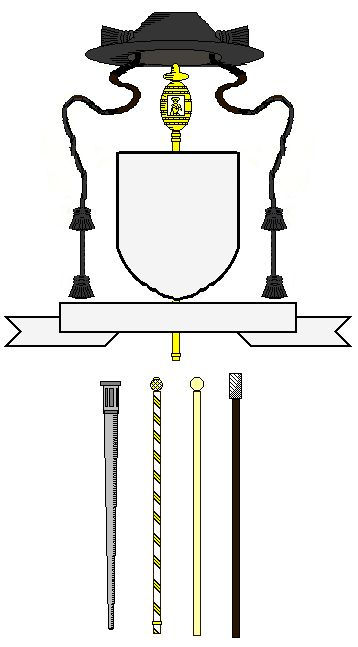
Het wapenschild van een kanunnik met achter zijn schild een "gepaalde" priorstaf. Daaronder vier priorstaven naar historisch voorbeeld.

Een priorstaf of cantorstaf (Duits: Priorstab; Engels: Prior's staff; Frans: bâton prieural) is een teken van rang en ook een dirigeerstaf. De staf wordt in de heraldiek van de Rooms-Katholieke Kerk afgebeeld in het wapen van bepaalde priesters, men moet daarbij vooral denken aan kanunniken die een bepaalde taak hebben, maar geen recht of privilege bezitten om andere insignia te gebruiken, en leken met lagere wijdingen.

## Gebruik van de priorstaf in de kerk
De staf wordt in de liturgie gebruikt om aanwijzingen te geven en dient als dirigeer- of ceremoniemeestersstaf.In het verleden dirigeerde men koren en orkesten niet met een korte en lichte bâton maar met een zware, meer dan een meter lange, staf. In de loop der eeuwen werd de staf steeds rijker uitgevoerd en op de knop kunnen dan ook huisjes, appels, afbeeldingen van een kerk of lelies zijn aangebracht. Ook de staf kan worden versierd. Het materiaal van de staf mag ivoor, hout, zilver of edele metalen zijn, maar in geen geval mag de staf op een kruis of kromstaf gaan lijken, omdat die ornamenten alleen bisschoppen en abten toekomen.

Ook een gelijkenis met de patriarchale staf van de aartsbisschoppen in de geünieerde Armeense Kerk moet worden vermeden. Deze staf draagt een globe en een kruis.

## Gebruik van de staf in de heraldiek
Priorstaven mogen in hun wapen worden geplaatst door proosten, domproosten, kanunniken, precentors of voorzangers en hoofd-cantores van koren. Ook administratoren van kathedralen en collegiale kerken mogen, volgens de traditie en op gezag van Bernard du Rosier en Bruno Bernard Heim die zich beroept op Du Rosiers "Liber Armorum" en concrete voorbeelden, een dergelijke staf achter hun wapenschild plaatsen.
De hoofdregel in de kerkelijke heraldiek is dat wie een bepaalde staf of een hoofddeksel draagt dat object ook in zijn wapen mag opnemen.

Wanneer de drager van een priorstaf als privilege (bij benoeming tot abt of als persoonlijk privilege) een kromstaf ontvangt, zal hij de priorstaf moeten weglaten uit zijn wapen.

Het afbeelden van een priorstaf is in de 20e eeuw enigszins in onbruik geraakt maar komt nog wel voor. De staf heeft ook een plek gekregen in ten minste één kerkelijk wapenschild, het hiernaast afgebeelde wapen van het Noorse klooster van Kyrkham. Ook in het gemeentelijke wapen van de Franse plaats Vandœuvre-lès-Nancy komt een priorstaf voor.

De priorstaf is geen vergeten object in de kerkelijke of burgerlijke heraldiek; in 1997 verleenden de Spaanse wapenkoningen de stad Riudecanyes een wapen dat gepaald is met een priorstaf.